# 王業弘
王業弘（？—？），字又毅，號懷泉，山東青州府安丘縣红河里人。明朝政治人物、同進士出身。

## 生平
萬曆十六年（1588年）戊子科山東鄉試舉人，萬曆十七年（1589年）聯捷己丑科進士，工部觀政，初授永平府推官，折狱多所平反。二十三年行取，擢陕西道御史，本年差两浙巡盐，首疏弹矿使害，二十六年巡按遼東，二十九年巡视南城，丁憂歸。三十二年起補河南道，巡视中城。有廣言路疏，籍税璫陳增赃萬金。三十三年四月巡按河南，鹿邑令恃奥援贪虐，劾斥之。三十五年巡视两关，本年十月升太僕寺少卿，三十七年告病。

## 家族
父王三樂，贈文林郎、永平府推官。